# Rainier d'Àustria
Rainier d'Àustria, arxiduc d'Àustria (Pisa, 30 de setembre de 1783 - Bolzano, 1853) fou Arxiduc d'Àustria, príncep d'Hongria i de Bohèmia amb el tractament d'altesa imperial.
Nascut a la ciutat de Pisa essent fill de l'emperador Leopold II, emperador romanogermànic i de la infanta Maria Lluïsa d'Espanya. Rainier era net per via paterna de l'emperador Francesc I, emperador romanogermànic i de l'arxiduquessa Maria Teresa I d'Àustria mentre que per via materna ho era del rei Carles III d'Espanya i de la princesa Maria Amàlia de Saxònia.
L'any 1820 es casà a Praga amb la princesa Elisabet de Savoia-Carignano filla del príncep Carles Manuel de Savoia-Carignano i de la princesa Maria Teresa de Savoia. La parella tingué vuit fills:
- SAI l'arxiduquessa Maria Carolina d'Àustria, nascuda a Milà el 1821 i morta a Milà el 1844.
- SAI l'arxiduquessa Adelaida d'Àustria, nada a Milà el 1822 i morta a Torí el 1855. Es casà amb el rei Víctor Manuel II d'Itàlia.
- SAI l'arxiduc Leopold d'Àustria, nascut a Milà el 1823 i mort a Hörnstein el 1898.
- SAI l'arxiduc Ernest Carles d'Àustria, nat a Milà el 1824 i mort a Arco (Trento) el 1899. Es casà morganàticament amb l'aristòcrata Laura Skublics de Velike et Bessenyö.
- SAI l'arxiduc Segimon d'Àustria, nat el 1826 a Milà i mort el 1891 a Viena.
- SAI l'arxiduc Rainier d'Àustria, nat a Viena el 1827 i mort el 1913. Es casà amb l'arxiduquessa Maria Cristina d'Àustria.
- SAI l'arxiduc Enric d'Àustria, nat el 1828 a Milà i mort el 1891 a Viena. Es casà amb l'aristòcrata Leopoldine Hofmann, senyora de Waideck.
- SAI l'arxiduc Maximilià d'Àustria, nat el 1830 a Milà i mort el 1839 a Milà.